# 马丁鸟属
马丁鸟属（学名：Martinavis）是反鸟亚纲的一个属，分布于晚白垩世的法国南部、北美及阿根廷萨尔塔省。该属由西里尔·沃克（Cyril A. Walker）、埃里克·比弗托（Eric Buffetaut）与加雷思·戴克（Gareth J. Dyke）于2007年命名，模式种是克吕济马丁鸟（Martinavis cruzyensis）。

## 描述
克吕济马丁鸟（M. cruzyensis）是从正模标本ACAP-M 1957获知，为马塞凯普斯（Massecaps）地区发现的一个不完整的右肱骨，此地是法国爬虫砂岩组一处年代为坎帕期或马斯特里赫特期的沉积物。该物种长达42.7（16.8英寸）、臀高达18.7（7.4英寸）、重达1.1（2.4英磅）。
第二个种文氏马丁鸟（M. vincei）则发现过两件标本：正模标本PVL 4054是一个完整的左肱骨，副模标本PVL 4059是一块左肱骨远端，两者均发现于阿根廷莱乔组的埃尔布雷特（El Brete）地区。
美国发现的未命名标本KU-NM-37可能代表第三个物种。
2009年又从文氏马丁鸟发现地命名了三个物种：
- 小马丁鸟（M. minor）获知于正模标本PVL 4046，是一块远端不完整的右肱骨；
- 萨尔塔马丁鸟（M. saltariensis）获知于正模标本PVL 4025，是一个缺少中脊的不完整左肱骨；
- 威氏马丁鸟（M. whetstonei）获知于正模标本PVL 4028，是一个远端不完整的左肱骨。

埃尔布雷特发现的几个物种中，文氏马丁鸟体型最大，大小接近当地同一时期的反鸟属。PVL 4054与PVL 4059表明这种动物长51（20英寸）、臀高22.3（8.8英寸）、重1.8（4.0英磅）。第二大的物种是萨尔塔马丁鸟，长44.2（17.4英寸）、臀高19.3（7.6英寸）、重1.2（2.6英磅）。小马丁鸟尺寸远小于前两个物种，威氏马丁鸟则更像文氏种的缩小版，体型约为后者一半。除体型外，这几个物种的比例及鉴定特征也略有不同，故不太可能是性别或年龄上的差异。

## 分类
由于埃尔布雷特发现的已知材料很少，因此马丁鸟可能与先前根据腿骨从当地描述的其它某种反鸟是同种生物。云加鸟的跗跖骨看起来太宽（也太短），与马丁鸟不一致，勒库鸟则显得稍大（其胫跗骨与另一块暂时归入马丁鸟的胫跗骨不同），但姐妹鸟龙鸟的跗跖骨尺寸与文氏种可能还有萨尔塔种相仿。两者在大小及比例上略有不同，而萨尔塔种虽整体尺寸较小，但可能有着较粗壮的腿，因此与姐妹鸟龙鸟相匹配。云加鸟被推测是种采用脚蹼推进的游禽，若某些归入马丁鸟的标本实际属于云加鸟，则解释了其为何发现于海洋沉积物中。